# مجلس أورشليم
مجلس أورشليم هو تجمّع مسيحي انعقد في عصور المسيحية الأولى نحو سنة 50 م، فريد من نوعه بين مجالس الكنيسة القديمة ما قبل المسكونية نظرًا لاعتبار الكنيسة الرومانية الكاثوليكية والكنيسة الأرثوذكسية الشرقية هذا المجلس نموذجًا يُحتذى في المجامع المسكونية اللاحقة، ومرحلة مفصلية في تشكيل الأخلاق المسيحية. تقرر في هذا المجلس عدم إلزام الأمميين من غير اليهود المتحولين إلى المسيحية بالمحافظة على شريعة موسى، بما في ذلك القواعد المتعلقة بالختان. كما أبقى المجلس على حظر تناول الدم واللحوم التي تحتوي على الدم ولحوم الحيوانات التي لم تذبح بشكل صحيح، وتحريم الزنا والوثنية، ويشار إلى هذا المجمع أحيانًا المرسوم الرسولي أو رباعية أورشليم.
ذكرت أعمال المجلس في سفر أعمال الرسل الإصحاح 15 (في نسختيه الإسكندرية والغربية) وربما أيضًا في رسالة بولس الطرسوسي إلى أهل غلاطية الإصحاح الثاني. شكك بعض العلماء في أن الإصحاح الثاني من الرسالة إلى أهل غلاطية كان عن مجلس أورشليم (ولا سيما أن الإصحاح يصف لقاءً خاصًا)، في حين شكك علماء آخرون في الموثوقية التاريخية لسفر أعمال الرسل.